# Marysvale
La ville de Marysvale est située dans le comté de Piute, dans l’État de l’Utah, aux États-Unis. Lors du recensement de 2000, sa population s’élevait à 381 habitants.

## Source
- (en) Cet article est partiellement ou en totalité issu de l’article de Wikipédia en anglais intitulé « Marysvale, Utah » (voir la liste des auteurs).